# Braxselet, Ångermanland
Braxselet är en sjö i Bjurholms kommun i Ångermanland och ingår i Hörnåns huvudavrinningsområde.